# Статуя Свободы (Вашингтон)
Статуя Свободы, также известная как Вооруженная Свобода или просто Свобода, представляет собой бронзовую статую авторства Томаса Кроуфорда (1814—1857), которая с 1863 года венчает купол здания Капитолия в Вашингтоне, округ Колумбия. Изначально была названа «Триумф свободы в войне и мире», но на текущий момент в правительственном издании сообщается, что статуя «официально известна как Статуя Свободы». Статуя представляет собой женскую фигуру в военной каске с мечом в ножнах в правой руке и лавровым венком и щитом в левой.

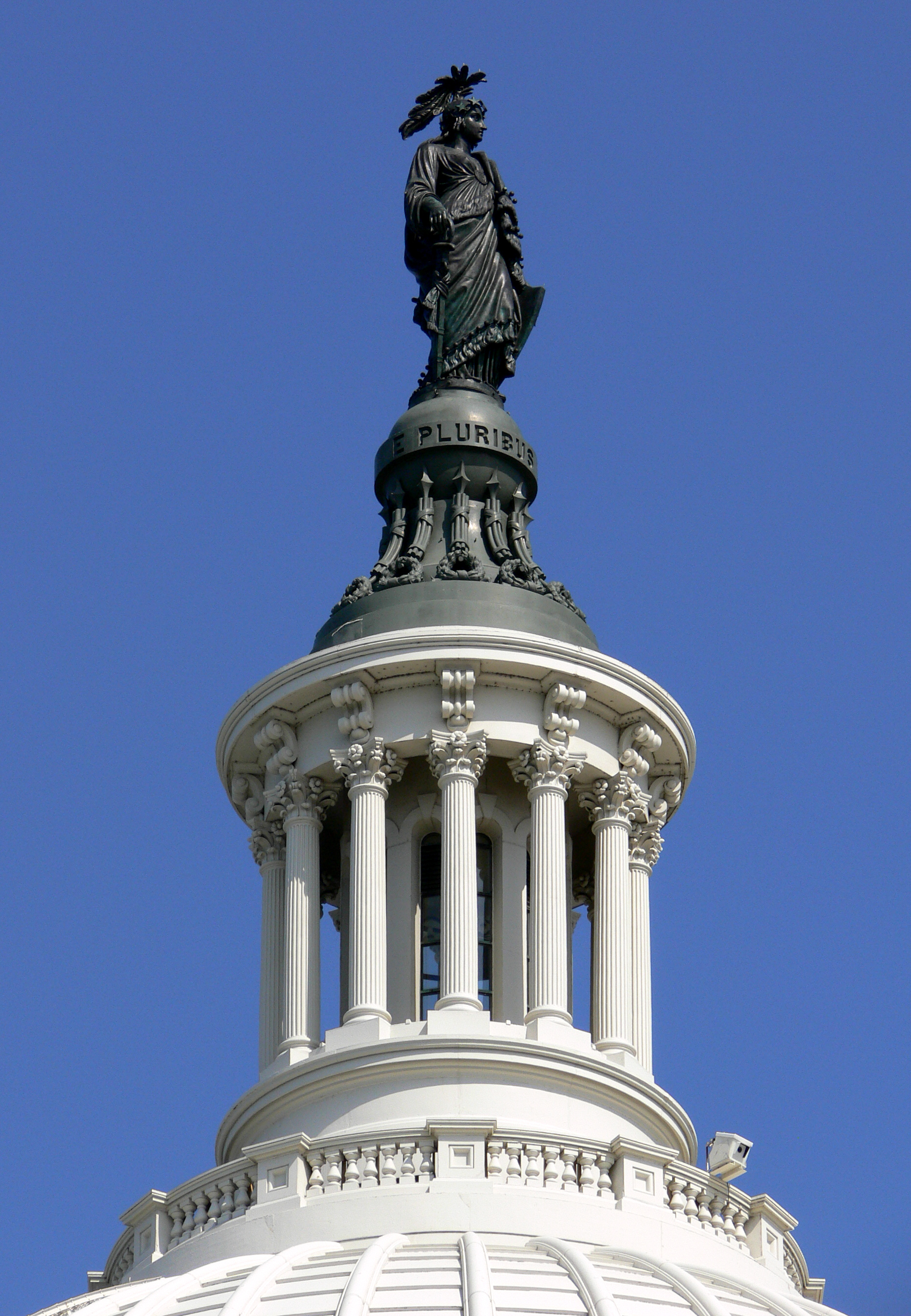
Статуя на крыше Капитолия (2007 г.)

## Описание
Статуя Свободы представляет собой бронзовую фигуру высотой 5,9 м и весом около 6 800 кг. Ее вершина достигает 88 м над площадью восточного фасада Капитолия. Это аллегорическая фигура, правая рука которой держит рукоять меча в ножнах, а в левой сжаты лавровый венок победы и Щит Соединенных Штатов. Ее хитон закреплен брошью с надписью «США», частично она прикрыта индейской накидкой с бахромой, наброшенной на ее левое плечо. Она смотрит на восток, в сторону главного входа в здание и восходящего солнца. На голову надет военный шлем, украшенный звездами, головой орла и зонтиковидным гребнем из перьев. Хотя на самом деле ее не называют «Колумбией», она разделяет многие из характеристик этого образа. Свобода стоит на чугунном глобусе, окруженном одним из национальных девизов: E pluribus unum. Нижняя часть основания украшена фасциями и венками. К ее головному убору, плечам и щиту прикреплены десять шипов для отпугивания птиц. Статуя заземлена толстым медным проводом.

## История

### Идея
Монументальная статуя на вершине чугунного купола Капитолия появилась на рисунке архитектора Томаса У. Уолтера, который был утвержден в 1855 году. На рисунке Уолтера был показан контур статуи, изображающей богиню Свободы, но вместо этого Кроуфорд предложил аллегорическую фигуру Торжества Свободы в войне и мире. При этом Кроуфорд обращался к образам богинь Минервы, Беллоны или Афины.
Кроуфорду было поручено спроектировать «Свободу» в 1854 году, и он выполнил гипсовую модель статуи в своей мастерской в Риме. Сенатор и военный министр Джефферсон Дэвис, который позже стал президентом Конфедерации, отвечал за строительство Капитолия и его декорацию. Согласно Дэвиду Хакетту Фишеру в его книге «Свобода и свобода», статуя Кроуфорда была…
… очень близко к идеям Джефферсона Дэвиса во всех отношениях, кроме одного … Над короной он [Кроуфорд] добавил фригийский колпак, старый римский символ освобожденного раба. Это казалось прямым оскорблением воинствующего рабовладельца, и Джефферсон Дэвис взорвался от ярости. Северный скульптор и южный рабовладелец уже ссорились из-за фригийского колпака во внутреннем убранстве Капитолия.
Дэвис послал своего помощника, капитана Монтгомери Мейгса, с приказом убрать колпак, заявив, что «его история делает его неподходящей для людей, которые родились свободными и не будут порабощены». В окончательной версии скульптуры фригийский колпак заменили на военный шлем с головой орла и гребнем из перьев. В наши дни многие случайные наблюдатели принимают статую с орлом и перьями за индейца.

### Исполнение
Кроуфорд умер в 1857 году до того, как гипсовая модель в натуральную величину покинула его мастерскую. Модель, упакованная в шесть ящиков, была отправлена из Италии на небольшом паруснике весной 1858 года. Во время плавания корабль дал течь и остановился в Гибралтаре для ремонта. После выхода из Гибралтара в корабль снова появилась течь такой силы, что корабль не мог пройти дальше Бермудских островов, где модель хранилась до тех пор, пока не удалось организовать другой транспорт. Половина ящиков, наконец, прибыла в Нью-Йорк в декабре, в Вашингтон остальные части не могли попасть до конца марта 1859 года.
Начиная с 1860 года, пять основных частей статуи были отлиты Кларком Миллсом, чья бронзовая мастерская располагалась на окраине Вашингтона. Работы были остановлены в 1861 году из-за Гражданской войны, но к концу 1862 года статуя была закончена и временно выставлена на территории Капитолия. Стоимость статуи без учета установки составила 23 796,82 доллара.
Пока статую отливали на литейном производстве Миллса, мастер, отвечавший за отливку, объявил забастовку. Вместо того, чтобы платить ему более высокую заработную плату, которую он требовал, Миллс передал проект Филипу Риду, одному из рабов, работающих на объекте. Рид руководил остальной частью отливки и сборки фигуры. В конце 1863 года сооружение купола было готово для установки статуи, которую бывшие рабы водружали по частям и собирали на чугунном пьедестале. Последняя часть - голова и плечи фигуры, были поднята 2 декабря 1863 года под салют 35 орудий, на который ответили орудия 12 фортов вокруг Вашингтона.

### Реставрация
9 мая 1993 года, спустя почти 130 лет, статуя была спущена с пьедестала на вертолете для реставрации, что дало туристам редкую возможность увидеть статую вблизи. Работа была необходима из-за обширной коррозии, а также из-за трещины и ржавчины на чугунном постаменте. Комиссия по сохранению Капитолия предоставила 780 000 долларов, собранных частными пожертвованиями. Работа была выполнена компанией New Arts Foundry из Балтимора, штат Мэриленд.
Чугунный пьедестал был восстановлен на месте купола. Металл был очищен от краски, а венки и фасции были сняты, чтобы убедиться, что они тщательно очищены и покрыты. Трещину окончательно заделали, а весь пьедестал загрунтовали и покрасили в цвет, специально смешанный под цвет статуи.
Реставрация статуи и постамента длилась примерно четыре месяца. Статую вернули на пьедестал вертолетом 23 октября 1993 года, во время празднования двухсотлетия Капитолия. С тех пор каждые 2–3 года статуя проходит двухнедельную чистку и повторное покрытие по мере необходимости.
Гипсовая модель статуи, хранившаяся 25 лет, была повторно собрана и отреставрирована в подвальной ротонде офисного здания Сената Рассела, где в январе 1993 года она была возвращена на постоянное публичное обозрение. Гипсовая модель была перемещена в Emancipation Hall Центра посетителей Капитолия, где представлена на обозрение посетителей.